# نورمان أتكينز
نورمان أتكينز هو سياسي كندي، ولد في 27 يونيو 1934 في مونتكلير ‏ في الولايات المتحدة، وتوفي في 28 سبتمبر 2010 في فريدريكتون في كندا. نشط حزبياً في الحزب الكندي التقدمي المحافظ. وقد انتخب عضو مجلس الشيوخ الكندي ‏ (2 يوليو 1986 – 27 يونيو 2009).